# Regatul Poloniei (1385-1569)
Regatul Poloniei Jagiellonilor a fost forma Regatului Poloniei după accesul la tron al lui Vladislav al II-lea Jagiello, Mare Duce de Lituania. Odată cu accesul acestuia la tron și cu acceptarea Uniunii de la Krewo cele două state au fost unite sub o singură monarhie. În 1569 prin tratatul de Uniune de la Lublin uniunea a fost confirmată și transformată în Uniunea statală polono-lituaniană.